# 蚁鹨属
蚁鹨属（学名：Corythopis）是霸鹟科的一属。

## 下属物种
本属包括以下物种：
- 南美蚁鹨 Corythopis delalandi (Lesson, 1831)
- 环蚁鹨 Corythopis torquatus Tschudi, 1844